# Département des Transports du Minnesota
Le département des Transports du Minnesota (anglais : Minnesota Department of Transportation) est le département des Transports de l'État américain du Minnesota.